# Giuseppe Koschier (Fußballspieler, 1907)
Giuseppe „Giose“ Koschier (* 14. Jänner 1907 in Wien; † 1987) war ein österreichischer Fußballspieler und -funktionär, der neben seiner Sportlaufbahn arriviert als Schneidermeister arbeitete.
Sein gleichnamiger Sohn war ebenfalls ein erfolgreicher Fußballspieler, der es mitunter sogar in die österreichische Fußballnationalmannschaft brachte, und ebenfalls als Schneidermeister äußerst erfolgreich war.

## Leben und Wirken
Giuseppe Koschier wurde am 14. Jänner 1907 in Wien, in eine adelige Familie mit Wurzeln in Triest, geboren. Von 1920 bis 1922 gehörte er dem Nachwuchs des Wiener Sport-Club an und spielte während eines längeren Auslandsaufenthaltes 1927 auch als Gastspieler für den FC Middlesbrough. 1929 war er unter anderem für Kurhessen, der zur damaligen Zeit stärksten Fußballmannschaft im nordhessischen Raum, im Einsatz.
Sein Unternehmen betrieb der zu dieser Zeit in einer Villa an der Adresse Braungasse 29 im 17. Wiener Gemeindebezirk Hernals lebende Baron Koschier im 1. Wiener Gemeindebezirk Innere Stadt auf der Adresse Graben 28.  Nach dem Anschluss Österreichs verklagte er im Dezember 1938 den damals parteilosen Guido Zernatto, der kurz zuvor mit seiner Frau mit gefälschten Pässen aus Österreich geflohen war, für eine unbezahlte Schneiderrechnung in Höhe von 536,67 Reichsmark. 1948 erwarb er das Unternehmen „Alpe“ Erzeugung von Kleidern und Wäschewaren Gesellschaft m.b.H. mit Sitz im Palais des Beaux Arts an der Adresse Löwengasse 47 in Wien III., deren Geschäftsführer er auch wurde. Nachdem sein Sohn in seine Fußstapfen getreten war und ebenfalls die Meisterprüfung abgelegt hatte, übergab er ihm die Leitung der Werkstatt in Wien mit 20 Schneidern.
Bereits ab 1945 war Koschier als Funktionär beim Wiener Sport-Club tätig. Bei der 69. Hauptversammlung des Klubs wurde er 1951 zu dessen 1. Obmann gewählt. Zuerst Obmannstellvertreter und ab 1948 Präsident wurde er ebenfalls 1951 zum Vizepräsidenten der Staatsliga gewählt.
Über das weitere Leben Koschiers ist kaum etwas bekannt.
Im Jahr 1987 starb Koschier 80-jährig und wurde am 14. Oktober 1987 am Dornbacher Friedhof (Gruppe 43, Reihe 3, Nummer 13) bestattet. Mit seiner 1971 verstorbenen Frau Rosa hatte er zumindest zwei Söhne, Giovanni Baptist Giuseppe Ferdinand Maria Koschier (1933–2020) und Giuseppe Francesco Carlo Koschier (1936–2021).